# MOER feat.初音ミク -2nd anniversary-
『MOER feat.初音ミク -2nd anniversary-』（エムオーイーアール フィーチャリング・はつねみく セカンドアニバーサリー）は、2010年8月11日にMOERより発売された、初音ミクなどの音声合成ソフトVOCALOIDをボーカルに用いた楽曲を集めたコンピレーション・アルバム。

## 概要
2008年に発足したMOERレーベルの2周年を記念して発売されたアルバム。19's Sound Factory、OSTER project、doriko、ジミーサムP、minato(流星P)の各アーティストが参加している。なお、アルバムのタイトルでは「feat.初音ミク」となっているが、ジミーサムPと、minato（流星P）の一部の楽曲には巡音ルカを使用した楽曲も使用されている。イラストは凪庵が担当した。
また、2010年8月25日にテレビ朝日系列でOAされた『お願い!ランキング』で、本アルバム収録曲から「DTMマガジン編集長が選ぶ 初音ミク完成度の高い曲ランキング」がランク付けされている。

## 収録曲
1. Dear -2nd anniversary-
  - 19's Sound Factory feat.初音ミク
    - 本アルバムのために新たなバージョンを収録した。
2. Snow Piece
  - 19's Sound Factory feat.初音ミク
    - コンピレーション・アルバム『VOCALOID SEASON COLLECTION 〜SNOW SONGS〜』に収録されている。
3. Story
  - 19's Sound Factory feat.初音ミク
4. ミラクルペイント
  - OSTER project feat.初音ミク
    - コンピレーション・アルバム『EXIT TUNES PRESENTS Vocarhythm feat.初音ミク』、『初音ミク ベスト〜memories〜』に収録されている。
5. PIANO*GIRL
  - OSTER project feat.初音ミク
6. HAPPY FLOWER SHOOOOOP!!
  - OSTER project feat.初音ミク
    - 本アルバムのために書き下ろされた曲。
7. 歌に形はないけれど
  - doriko feat.初音ミク
    - コンピレーション・アルバム『初音ミク ベスト〜memories〜』に収録されている。
8. ロミオとシンデレラ
  - doriko feat.初音ミク
    - コンピレーション・アルバム『初音ミク ベスト〜impacts〜』に収録されている。
9. 飴か夢
  - doriko feat.初音ミク
10. from Y to Y
  - ジミーサムP feat.初音ミク
    - コンピレーション・アルバム『EXIT TUNES PRESENTS Vocalostar feat.初音ミク』、『初音ミク ベスト〜memories〜』に収録されている。
11. No logic
  - ジミーサムP feat.巡音ルカ
    - コンピレーション・アルバム『EXIT TUNES PRESENTS Vocalolegend feat.初音ミク』に収録されている。
12. Calc.
  - ジミーサムP feat.初音ミク
13. magnet
  - minato(流星P) feat.初音ミク&巡音ルカ
    - コンピレーション・アルバム『初音ミク ベスト〜impacts〜』に収録されている。
14. RIP＝RELEASE -affection-
  - minato(流星P) feat.巡音ルカ
    - ニューアレンジ版。オリジナル版はコンピレーション・アルバム『EXIT TUNES PRESENTS Vocalostar feat.初音ミク』に収録されている。
15. 夏色☆キャンパス
  - minato(流星P) feat.初音ミク